# Richard Best
Richard Best (Bayonne, Nueva Jersey, Estados Unidos;  24 de marzo de 1910 - Santa Mónica, Estados Unidos; 1 de noviembre de 2001) fue un aviador estadounidense, piloto de bombardero en picado,  con el grado de teniente  durante la Segunda Guerra Mundial perteneciente al Escuadrón de bombardeo VB-6 del portaviones USS Enterprise cuyas acciones fueron decisivas durante la Batalla de Midway en junio de 1942.

## Biografía
Nació en Bayonne, Nueva Jersey en 1910, se crio en las granjas de New Jersey. En 1928 ingresó a la Academia Naval de Annapolis graduándose como alférez en 1932. Siguió su instrucción a bordo el crucero ligero USS Richmond y en la Estación Naval de Pensacola obteniendo sus alas aeronavales en 1935.
Fue asignado al grupo aéreo del portaviones Lexington como piloto del biplano Grumman F2F, dada sus altas calificaciones fue enviado como instructor a Pensacola en 1938 a cargo de la escuadrilla de entrenamiento especial n.º 5 cuya especialidad era el vuelo instrumental además de las clásicas tácticas aeronavales.
El 31 de mayo de 1940 es asignado al grupo VB-6 a bordo del portaviones USS Enterprise sirviendo como oficial de operaciones y finalmente como comandante de la escuadrilla de Douglas SBD Dauntless en la variante SBD-3 de bombarderos en picado a principios de 1942.  Esta escuadrilla estaba considerada como la más profesional de las fuerzas aeronavales embarcadas.

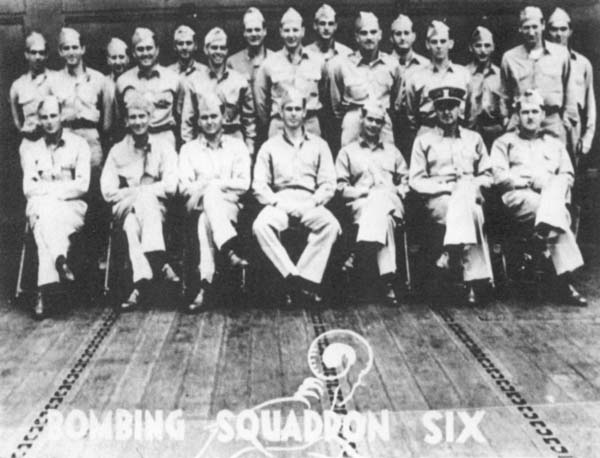
El escuadrón de bombardeo VB-6 fotografiado un día antes de la Batalla de Midway, Best está sentado con la piernas abiertas en la primeral fila.

Tres días después del ataque a Pearl Harbor la escuadrilla de Best hundió al submarino japonés I-70 y a principios de febrero la escuadrilla con Best al mando operó en las islas Kwajalein.
El escuadrón VB-6 participó seguidamente en un ataque de hostigamiento a la isla Wake a fines de febrero de 1942 y luego sirvió como parte del grupo de cobertura durante la Incursión Doolittle en abril de ese año.
En junio de 1942, su portaviones junto con el portaviones Yorktown y el portaviones Hornet zarparon en busca de la flota japonesa que amenazaba la isla de Midway.  El 4 de junio de 1942, la flota japonesa fue ubicada por un PBY a 150 km de Midway y las escuadrillas del USS Enterprise fueron destacadas para encontrar y atacar al enemigo, entre ellos 15 aparatos del escuadrón VB-6 de Best.  El avión de Richard Best llevaba el numeral 6-B-1.
La escuadrilla se unió a las otras escuadrillas del USS Enterprise, la VT-6 compuesta por 14 TBD-1 Devastator, 10 F4F Wldcat del grupo VF-6, y otros aviones del grupo VS-6 todos ellos liderados por el comandante de grupo aéreo Clarence Wade McClusky,  al llegar a la supuesta zona donde debían ubicarse los navíos enemigos estos ya no estaban.  Por instinto,  McClusky decidió ir más hacia el norte con su grupo hasta que halló la estela de un gran destructor japonés y decidió seguirla.  Su persistencia fue recompensada al hallar al grupo de combate principal del almirante Chuichi Nagumo en plena maniobra de preparación para el despegue.
Los cazas ceros de protección que tan eficientemente habían actuado en esta primera fase estaban demasiado abajo para remontarse acabando con los últimos aviones atacantes del USS Yorktown y USS Hornet compuesto por Douglas TBD Devastator,  la sorpresa para los japoneses fue total ya que estaban en su momento más vulnerable.
El grupo de McClusky se dividió mientras Richard Best se dirigía con su avión al portaviones japonés Kaga, sin embargo una confusión en la coordinación de los ataques hizo que todos se centraran en este portaviones, Best y otros dos aviadores abortaron antes del picado el ataque y eligieron al portaviones Akagi como blanco, el 6B-1 de Best era el último avión en picar.   Las dos primeras bombas lanzadas fallaron; pero Best contuvo el descenso en picado y arrojó su bomba, dio en medio de su cubierta arrojando aviones y marineros al mar.   Esta hizo explosión detrás del ascensor central entre los aviones Nakajima B5N que esperaban despegar causando una gran mortandad e iniciando un intenso incendio en el hangar de proa del buque japonés que a la larga terminó por destruirlo. 

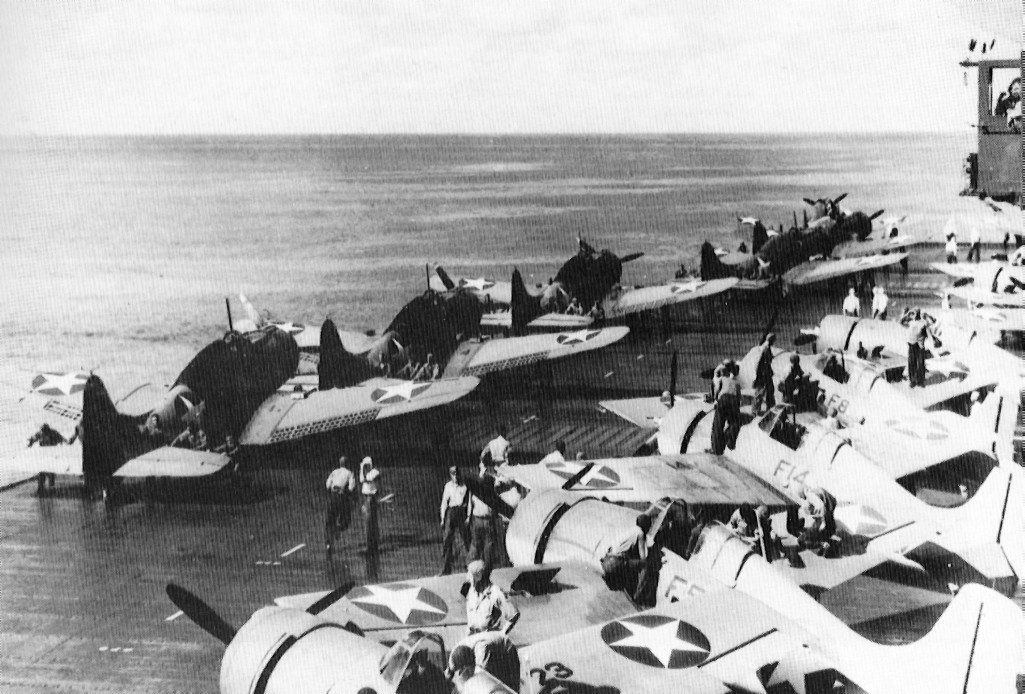
Escuadrón VB-6 del USS Enterprise en la línea izquierda de la foto (15 de mayo de 1942)

Richard Best y su escuadrilla regresaron al portaviones y volvieron a cargar bombas. El grupo fue enviado en busca del portaviones Hiryu que se había escabullido del ataque y lanzado ataques contra el malogrado USS Yorktown,   la escuadrilla de Best lo ubicó a últimas horas de la tarde precisamente cuando este lanzaba aviones al aire. Best se centró en picar sobre el gran emblema circular rojo en la cubierta de proa del portaviones.  Se anotaron cuatro impactos de bomba que sentenciaron al portaviones japonés. Best ha sido el único aviador en anotarse un impacto de bomba en dos portaviones enemigos distintos en una misma batalla: Akagi e Hiryu.
Richard Best sin embargo, regresó al USS Enterprise  con graves quemaduras pulmonares a causa de un defecto de la botella de oxígeno de su avión que le hizo inhalar accidentalmente sosa cáustica. Fue enviado el 24 de junio de 1942 a Pearl Harbor donde tuvo que someterse a varias cirugías y terapias para recobrar la salud, no obstante no quedó en condiciones de volver a volar.  Fue dado de baja en forma honorable siendo galardonado con la DFC en 1944 y ascendido a capitán de corbeta.
Richard Best se retiró a la vida civil ocupando un puesto en la Douglas Aircraft Corporation que sería más tarde la Rand Corporation Inc. donde se retiró en 1975.  Best dio múltiples entrevistas a lo largo de su vida y manifestó con orgullo que había servido a su país y que si pudiera lo volvería a hacer.  Falleció en Santa Mónica, California a los 91 años de edad el 1 de noviembre de 2001.

## En el cine
En el film de 2019,  Midway Richard Best es encarnado por el actor Ed Skrein quien lo presenta como un arriesgado y anómico piloto de bombardero Dauntless.